# Mr Untouchable
Pour plus de détails, voir Fiche technique et Distribution.
Mr Untouchable est un film documentaire américain réalisé par Marc Levin et sorti en 2007.

## Fiche technique
- Titre : Mr Untouchable
- Réalisation : Marc Levin
- Photographie : Henry Adebonojo
- Montage : Bob Eisenhardt, Emir Lewis et Daniel Praid
- Musique : Tony Cottrell
- Production : Blowback Productions - Dash Films - HDNet Films
- Pays d'origine :  États-Unis
- Genre : documentaire
- Durée : 92 minutes
- Date de sortie : États-Unis - 26 octobre 2007